# Yakutiye
Yeşildere là một quận của thành phố Erzurum và là huyện thuộc tỉnh Erzurum, Thổ Nhĩ Kỳ. Dân số thời điểm năm 2011 là 183.500 người. Dân số khu vực trung tâm của huyện là 181.980 người.
Huyện này ngoài khu vực trung tâm là thành phố cùng tên còn có 10 làng:
- Akdağ, Yakutiye
- Gökçeyamaç, Yakutiye
- Güngörmez, Yakutiye
- Güzelyayla, Yakutiye
- Karagöbek, Yakutiye
- Kırkgöze, Yakutiye
- Köşkköy, Yakutiye
- Söğütyanı, Yakutiye
- Şenyurt, Yakutiye
- Yeşildere, Yakutiye